# Позбавлення від знаменників
У математиці метод позбавлення від знаменників, також званий позбавленням від дробів — техніка спрощення рівняння, в якому прирівнюються два вирази, кожен з яких є сумою раціональних виразів, включно зі звичайними дробами.

## Приклад
Розглянемо рівняння
{\displaystyle {\frac {x}{6}}+{\frac {y}{15z}}=1.}
Найменше спільне кратне двох знаменників {\displaystyle 6} і {\displaystyle 15z} дорівнює {\displaystyle 30z}, тому обидві частини множимо на {\displaystyle 30z}:
{\displaystyle 5xz+2y=30z.\,}
Результатом є рівняння без дробів.
Спрощене рівняння не зовсім еквівалентне початковому: коли в останнє рівняння підставити {\displaystyle y=0} і {\displaystyle z=0}, обидві частини спрощуються до {\displaystyle 0}, тому отримуємо правильну рівність {\displaystyle 0=0}. Але така ж заміна, застосована до початкового рівняння, призводить до {\displaystyle x/6+0/0=1}, що не має сенсу.

## Опис
Без втрати загальності можна вважати, що права частина рівняння дорівнює 0, оскільки рівняння E1 = E2 можна еквівалентно переписати у вигляді E1 − E2 = 0.
Отже, нехай рівняння має вигляд
{\displaystyle \sum _{i=1}^{n}{\frac {P_{i}}{Q_{i}}}=0.}
Першим кроком є визначення спільного знаменника D цих дробів — бажано найменшого спільного знаменника, який є найменшим спільним кратним Qi.
Це означає, що кожен Qi є множником D, тому D = RiQi для деякого виразу Ri, який не є дробом. Потім
{\displaystyle {\frac {P_{i}}{Q_{i}}}={\frac {R_{i}P_{i}}{R_{i}Q_{i}}}={\frac {R_{i}P_{i}}{D}}\,,}
за умови, що RiQi не набуває значення 0 — у цьому випадку D також дорівнює 0.
Маємо
{\displaystyle \sum _{i=1}^{n}{\frac {P_{i}}{Q_{i}}}=\sum _{i=1}^{n}{\frac {R_{i}P_{i}}{D}}={\frac {1}{D}}\sum _{i=1}^{n}R_{i}P_{i}=0.}
За умови, що D не набуває значення 0, останнє рівняння еквівалентне
{\displaystyle \sum _{i=1}^{n}R_{i}P_{i}=0\,,}
у якому знаменники відсутні.
Як показано вище, слід бути уважним, щоб уникнути сторонніх розв'язків, за яких D перетворюється на нуль.

## Приклад 2
Розглянемо рівняння
{\displaystyle {\frac {1}{x(x+1)}}+{\frac {1}{x(x+2)}}-{\frac {1}{(x+1)(x+2)}}=0.}
Найменший спільний знаменник дорівнює x(x + 1)(x + 2).
Дотримання методу, описаного вище, приводить до
{\displaystyle (x+2)+(x+1)-x=0.}
Подальше спрощення дає розв'язок x = −3.
Легко перевірити, що жоден із нулів x(x + 1)(x + 2) — а саме x = 0, x = −1 та x = −2 — не є розв'язком остаточного рівняння, тому хибних розв'язків немає.